# Jasus edwardsii
Jasus edwardsii is een tienpotigensoort uit de familie van de Palinuridae. De wetenschappelijke naam van de soort is voor het eerst geldig gepubliceerd in 1875 door Hutton.